# سالپاروو
سالپاروو (انگلیسی: Salparovo) یک شهرک در شهرستان دیورتیورلینسکی در استان باشقیرستان کشور روسیه است.